# George Ellery Hale
George Ellery Hale (29. června 1868 – 21. února 1938) byl americký sluneční astronom. Narodil se v Chicagu v Illinois. Studoval na Massachusettském technologickém institutu (MIT), v observatoři Harvardovy univerzity (1889–1890) a na Humboldtově univerzitě v Berlíně (1893–1894). Při studiu na MIT vynalezl spektroheliograf, se kterým provedl své objevy slunečních vírů a magnetických polí slunečních skvrn.
Roku 1890 byl jmenován ředitelem astrofyzikální observatoře v Kenwoodu. Stal se profesorem astrofyziky na Beloit College (1891–1893), profesorem na Chicagské univerzitě (1897–1905). V letech 1892–1895 byl redaktorem odborného časopisu Astronomy and Astrophysics a po roce 1895 byl redaktorem astronomického časopisu Astrophysical Journal.
Pomáhal založit mnoho observatoří (např. observatoř Yerkes, observatoř Mount Wilson a Haleho sluneční laboratoř). V Mount Wilson zaměstnal a podporoval Harlowa Shapleye a Edwina Hubblea a měl velký podíl na získávání finančních prostředků, plánování, organizování a propagaci astronomických institucí, společností a časopisů. Hale hrál také významnou roli v rozvoji Kalifornského technologického institutu v Pasadeně a na vybudování observatoře Mt. Palomar.

## Ocenění
- medaile Henryho Drapera (1904)
- zlatá medaile Královské astronomické společnosti (1904)
- Bruceova medaile Astronomické pacifické společnosti (1916)
- Janssenova medaile (1917)
- Galileiho medaile Florencie (1920)
- cena Actonian (1921)
- Copleyho medaile (1932)
- medaile Elliotta Cressona za fyziku (1926)
- Franklinova medaile za fyziku (1927)

Objekty pojmenované po Halem
- Haleho teleskop na observatoři Palomar.
- 22letý solární magnetický Haleho cyklus.
- planetka (1024) Hale
- kráter Hale na Měsíci
- kráter Hale na Marsu